# Santuario di San Michele Arcangelo al Monte Faito
Il santuario di San Michele Arcangelo al Monte Faito è una chiesa di Vico Equense, ubicata sul Monte Faito.

## Storia
La storia del santuario di San Michele Arcangelo è strettamente legata alle figure di San Catello e Sant'Antonino: quest'ultimo, scappato dall'abbazia di Montecassino a seguito del saccheggiamento da parte dei longobardi, verso la fine del VI secolo, arrivò a Stabia, dove il vescovo del tempo, Catello, con il quale aveva stretto una profonda amicizia, gli affidò la diocesi, per ritirarsi alla vita contemplativa sul monte Faito, all'epoca chiamato Aureo; poco dopo le parti si invertirono ed Antonino si trasferì sul monte, vivendo in solitudine in una grotta e cibandosi di erbe. Ben presto anche Catello ritornò sul monte, sia per il desiderio di continuare una vita in meditazione, sia per seguire buona parte della popolazione della zona, che a causa delle incursioni longobarde, aveva deciso di rifugiarsi sulle pendici della montagna. Una notte, San Michele arcangelo apparve in sogno ai due santi, ordinando loro la costruzione di una cappella in sua onore: in poco tempo, sulla cima più alta dei monti Lattari, ossia Monte Sant'Angelo, conosciuto anche con il nome di Molare, fu costruito un primo tempio in legno ed in seguito rifinito con un tetto in piombo, grazie ad una donazione della Santa Sede. Dopo essere stato imprigionato a Roma, in quanto accusato di stregoneria, Catello ritornò nuovamente sul monte per dedicarsi all'ampliamento della chiesa, mentre Antonino divenne abate del monastero benedettino di Sorrento; con il passare degli anni il tempio divenne uno dei più importanti d'Europa, meta di numerosi pellegrini, tant'è che si celebrava la messa ogni giorno e nel 1392 era già stato riconosciuto con il titolo di abazia.

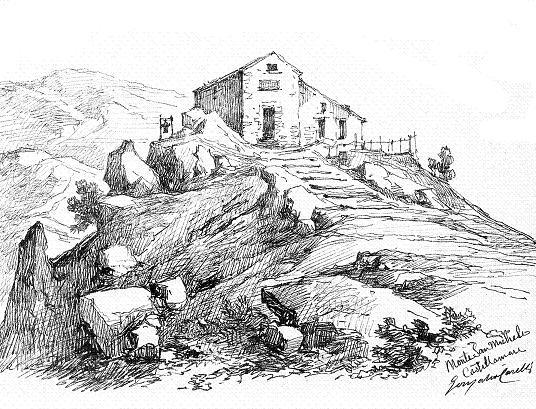
L'antica chiesa come si presentava nel 1845

Nel 1558 venne descritto per la prima volta il miracolo della sudorazione di manna dalla statua di San Michele
si narra, che durante l'invasione dei turchi a Sorrento, nel 1558, un gruppo di fuggitivi, scampati al saccheggio e alla prigionia, si rifugiarono sul Faito per chiedere l'aiuto del santo, il quale fece sgorgare dalla statua gocce di sudore; il giorno dopo la città fu liberata dagli invasori. Negli anni successivi, soprattutto nel periodo compreso tra il XVII e XVIII secolo, il miracolo fu molto frequente ed in particolar modo abbondante il 31 luglio 1714, come documentato da scritti dell'epoca; anche monsignor Pio Tommaso Milante descrive una sudorazione avvenuta nel 1750:
(Pio Tommaso Milante)

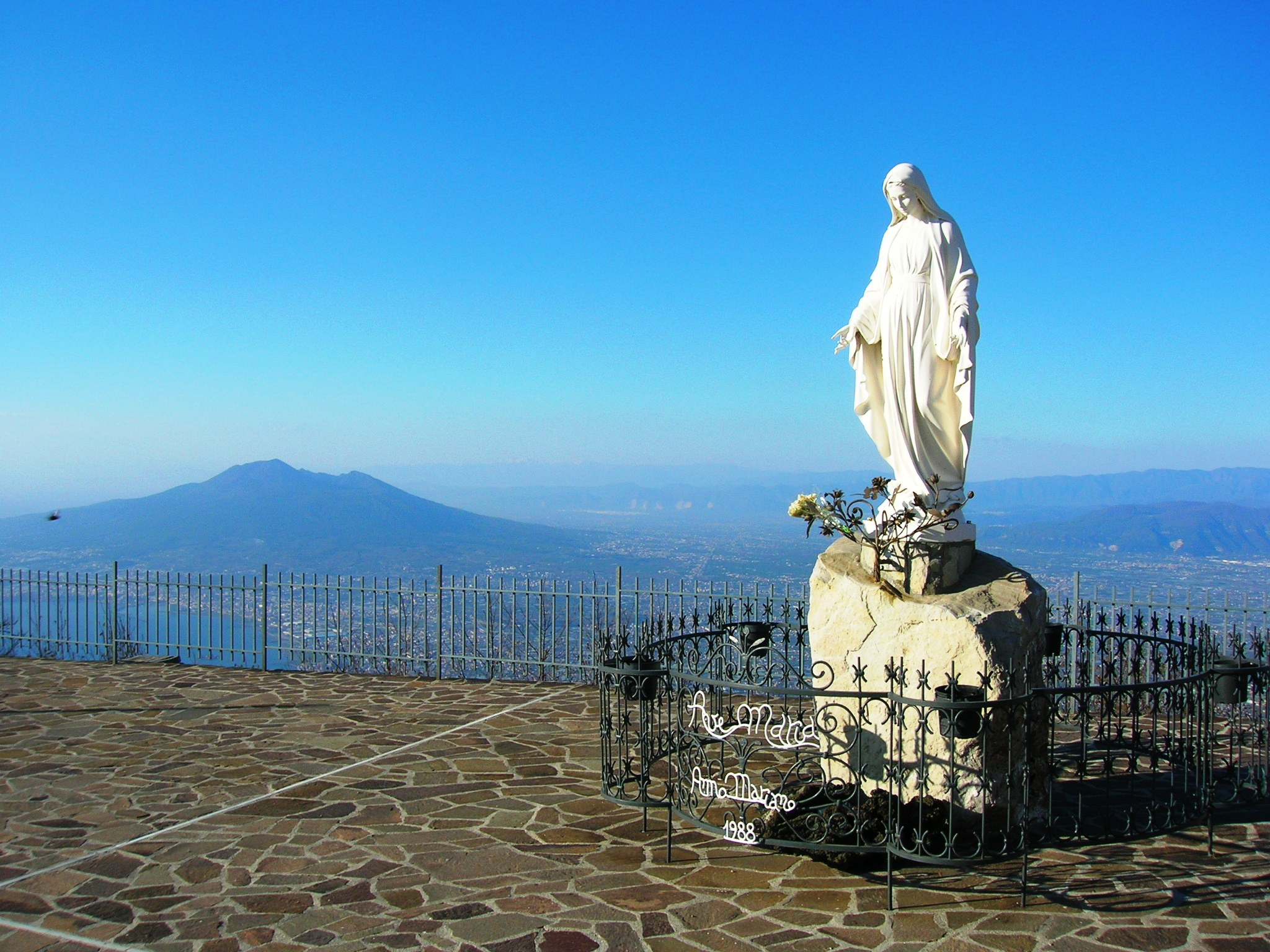
La Madonna dell'Accoglienza

Nel 1689 la chiesa fu colpita da un fulmine che ne provocò il crollo del tetto: si decise quindi di affrontare importanti lavori di ristrutturazione, a cui se ne aggiunsero altri nel 1694. Nel 1703 San Michele fu proclamato compatrono di Castellammare di Stabia, mentre il 28 settembre 1762 la chiesa fu consacrata da monsignor Giuseppe Coppola. In questo stesso periodo, nel giorno della festività di San Catello, il 19 gennaio, il sacerdote Giuseppe Cerchia, si recò al Faito per celebrare il patrono stabiese e con grande stupore si accorse che il prato intorno alla chiesa era ricoperto di tulipani, fiore inconsueto sia per l'altezza che per la stagione: i fiori, visti come segno divino, furono raccolti e mostrati alla popolazione. Nel 1818 il santuario fu distrutto da un incendio: ricostruito, consacrato il 29 luglio 1843 da monsignore Angelo Scanzano ed il santo in segno di gratitudine, due giorni dopo, rinnovò il miracolo della sudorazione, che venne mostrata al re Ferdinando II, in vacanza nel palazzo reale di Quisisana.
Nel 1862, a causa delle scorrerie dei briganti, cessò ogni forma di pellegrinaggio ed il tempio cadde in rovina: il 20 dicembre la statua, pesantemente vandalizzata e colpita da un fulmine, fu recuperata e portata nella cattedrale stabiese, dov'è custodita. Successivamente si susseguirono invano tentativi di riedificazione della chiesa come nel 1899 per volere del conte Girolamo Giusso o il 2 luglio 1935 per volere del vescovo Pasquale Ragosta, progetto poi abbandonato a causa della Guerra d'Etiopia.
I lavori di costruzione del nuovo santuario, per opera del commendatore Amilcare Sciaretta iniziarono il 24 ottobre 1937 a seguito della benedizione della prima pietra da parte del vescovo Federico Emanuele, anche se in un luogo diverso da quello dov'era ubicata la vecchia abazia: il nuovo tempio sorgeva in una zona chiamata Cercasole e circa 1.200 metri di altezza. La nuova chiesa fu consacrata il 24 settembre 1950, dopo una lunga interruzione dovuta allo scoppio della seconda guerra mondiale: tutti i mattoni che servirono per la costruzione furono portati dai devoti a piedi come dono a San Michele; nel corso degli anni il culto per San Michele aumentò notevolmente. Dal 1971 al 1973 furono approntati dei lavori di riqualificazione per volere di monsignor Oscar Reschigg.

## Struttura

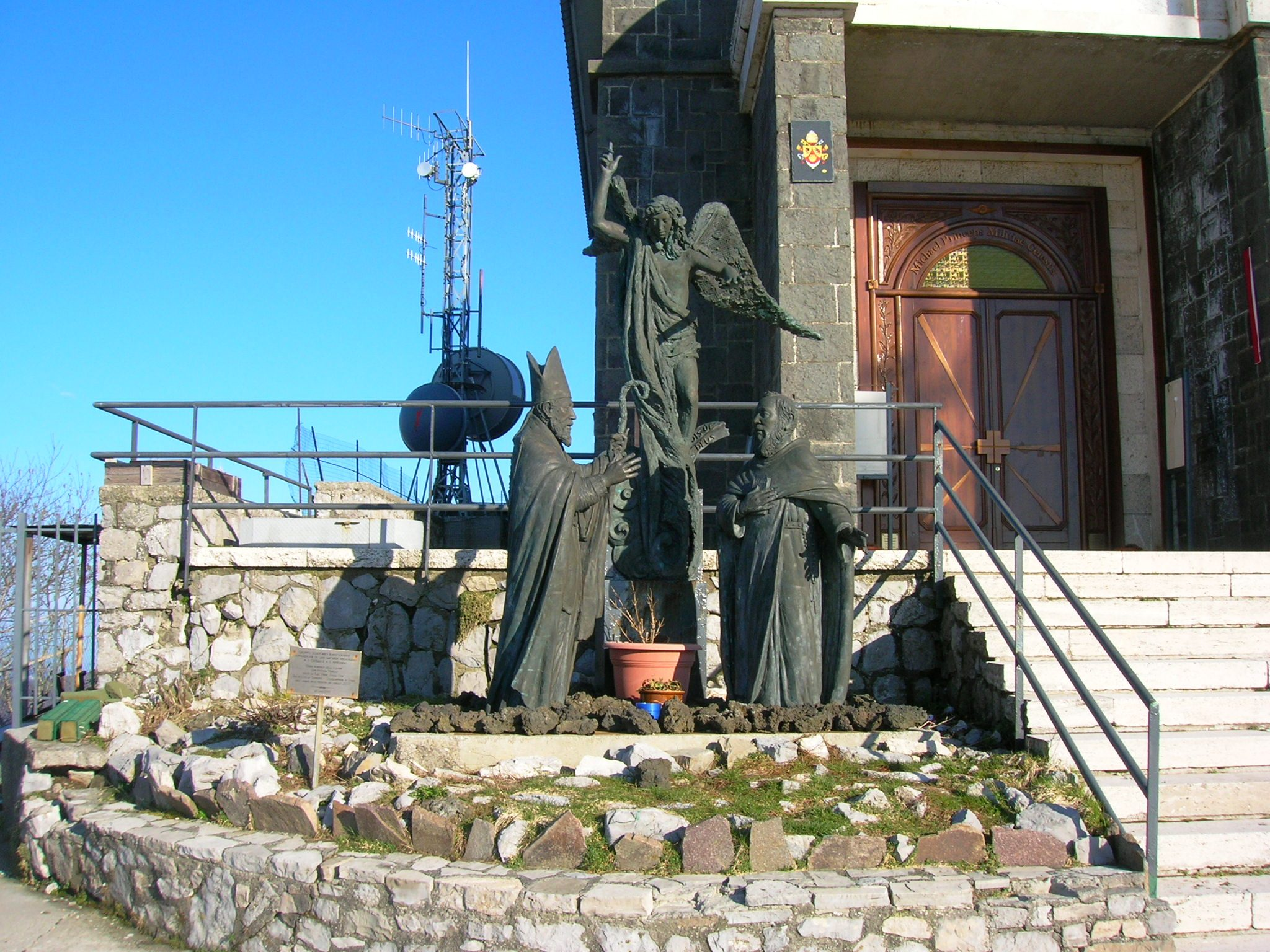
Sculture in bronzo raffiguranti San Michele, San Catello e Sant'Antonino

La chiesa si presenta con la facciata, ricoperta da pietre grigie, sulla quale si apre un ampio portale con arco al cui centro è posto il portone d'ingresso; sulla sommità della facciata un finto rosone. All'interno la navata è unica: l'altare è in legno, precisamente in rovere di Slovenia e realizzato da scultori della Val Gardena, mentre il tabernacolo è opera di Raffaele Scotti; sull'altare principale, in un tronetto opera dell'architetto Dimetta, è posta la statua di San Michele, realizzata da Edoardo Rubino ed offerta al santuario dalla Banca d'Italia: la statua, benedetta da papa Pio XII, fu adornata nel 1992 da diadema, spada e scudo in argento.
La vecchia statua di San Michele, presente nell'antica abazia e oggi conservata nella concattedrale di Castellammare di Stabia, è invece alta 102 centimetri, in marmo bianco e risalirebbe al VI secolo, offerta come dono di papa Gregorio I a San Catello: da studi recenti risulta più probabile che sia opera della scuola di Francesco Laurana, e risalente al XV secolo. La statua presenta molti segni di rottura ed, a seguito di un restauro spartano, ha il braccio destro attaccato male ed il sandalo del piede sinistro messo in quello destro: il santo si presenta come un guerriero longobardo, vestito con una grossa tunica e con un'espressione quasi femminea, che riconduce ad una raffigurazione presente nella grotta di San Biagio; nel 1864 la statua fu adornata con una lancia, uno scudo ed un diadema d'argento.
Nelle due cappelle laterali sono poste le sculture di San Catello e Sant'Antonino, opere di Francesco Jerace; il campanile, costruito insieme alla chiesa, non presenta particolari elementi architettonici di rilievo: le campane furono realizzate dalla fonderia Capezzuto e donate dalle città di Castellammare di Stabia, Sorrento, Pompei e Pimonte. Il santuario si completa esternamente con una statua della Madonna dell'Accoglienza, realizzata nel 1988 e da un gruppo di sculture in bronzo, raffiguranti San Michele, San Catello e Sant'Antonino, realizzate, nel 2000, da Giovan Battista Marello su commissione del vescovo Felice Cece. Adiacente al santuario è presente un piccolo rifugio.